# 給我指路 (冥河合唱團歌曲)
給我指路是由丹尼斯·德揚（Dennis DeYoung）創作、冥河合唱團錄製的歌曲，同時也是專輯《世紀邊緣》（Edge of the Century）的第二首單曲。在1991年3月，它在《告示牌》百强单曲榜上排名最高達到第3位。迄今為止，它是冥河合唱團唯一進入《告示牌》百强单曲榜前10名的歌曲（第8位）。
丹尼斯·德揚是虔誠的羅馬天主教徒，最初為他的兒子馬修（Matthew）創作這首歌，作為偽詩歌，表達了為使信仰保持在“充滿仇恨的世界”而進行的鬥爭。該歌於1990年12月發行，慢慢地擴大了排行榜。其MV由麥可·貝執導，也是他和冥河合唱團首次的合作。
儘管這首歌在《寶貝》、《別讓它終結》和《最好的時光》等專輯中獲得了巨大的成功，但是自從歌手丹尼斯·德揚於1999年被解僱以來，冥河合唱團還沒有位該歌進行過現場表演。